# Ladislas Douniama
Ladislas Douniama (ur. 24 maja 1986 w Brazzaville) – kongijski piłkarz grający na pozycji napastnika. Od 2019 jest zawodnikiem klubu SS Jeanne d’Arc.

## Kariera klubowa
Swoją karierę piłkarską Douniama rozpoczął w 1998 roku w klubie Toulouse FC. W latach 2000–2002 trenował w Montpellier HSC. W latach 2002–2004 grał w klubie Castelnau-Le Crès FC. W 2004 roku został zawodnikiem trzecioligowego Nîmes Olympique. W latach 2006–2009 grał w US Orléans, a w sezonie 2009/2010 występował w rezerwach Lille OSC.
W 2010 roku Douniama został zawodnikiem En Avant Guingamp. Zadebiutował w nim 6 sierpnia 2010 w wygranym 1:0 domowym meczu z FC Rouen. W sezonie 2010/2011 awansował z nim z trzeciej do drugiej ligi.
W 2012 roku Douniama przeszedł do FC Lorient. Swój debiut w Lorient zaliczył 22 lutego 2012 w przegranym 2:4 wyjazdowym spotkaniu z AS Saint-Étienne. W Lorient spędził pół roku.
Latem 2012 Douniama trafił do AC Arles-Avignon. Zadebiutował w nim 10 sierpnia 2012 w zremisowanym 1:1 wyjazdowym meczu z Gazélec Ajaccio. W trakcie sezonu 2012/2013 wróćił do Guingamp. Grał w nim do końca sezonu 2014/2015.
Latem 2015 Douniama został piłkarzem trzecioligowego RC Strasbourg. Swój debiut w Strasbourgu zaliczył 18 września 2015 w wygranym 1:0 wyjazdowym spotkaniu z SAS Épinal. Po sezonie 2015/2016 odszedł do saudyjskiego Al-Khaleej. Następnie grał we francuskich drużynach AS Lyon-Duchère, US Granville oraz Stade Briochin, a w 2019 roku przeszedł do reuniońskiego SS Jeanne d’Arc.
| Sezon   | Klub                 | Kraj             | Rozgrywki                 | Mecze | Gole |
| ------- | -------------------- | ---------------- | ------------------------- | ----- | ---- |
| 2002/03 | Castelnau-Le Crès FC | Francja          | DH Languedoc-Roussillon   | ?     | ?    |
| 2003/04 | Castelnau-Le Crès FC | Francja          | CFA 2                     | ?     | ?    |
| 2004/05 | Nîmes Olympique      | Francja          | Championnat National      | 13    | 4    |
| 2005/06 | Nîmes Olympique      | Francja          | Championnat National      | 14    | 1    |
| 2006/07 | US Orléans           | Francja          | CFA                       | 28    | 5    |
| 2007/08 | US Orléans           | Francja          | CFA                       | 27    | 10   |
| 2008/09 | US Orléans           | Francja          | CFA                       | 24    | 15   |
| 2009/10 | Lille OSC B          | Francja          | CFA                       | 31    | 10   |
| 2010/11 | EA Guingamp          | Francja          | Championnat National      | 25    | 6    |
| 2010/11 | EA Guingamp B        | Francja          | CFA 2                     | 7     | 9    |
| 2011/12 | EA Guingamp B        | Francja          | CFA 2                     | 2     | 3    |
| 2011/12 | EA Guingamp          | Francja          | Ligue 2                   | 15    | 2    |
| 2011/12 | FC Lorient           | Francja          | Ligue 1                   | 6     | 0    |
| 2011/12 | FC Lorient B         | Francja          | CFA                       | 3     | 4    |
| 2012/13 | AC Arles-Avignon     | Francja          | Ligue 2                   | 16    | 2    |
| 2012/13 | EA Guingamp          | Francja          | Ligue 2                   | 17    | 6    |
| 2013/14 | EA Guingamp          | Francja          | Ligue 1                   | 16    | 1    |
| 2014/15 | EA Guingamp          | Francja          | Ligue 1                   | 9     | 1    |
| 2014/15 | EA Guingamp B        | Francja          | CFA 2                     | 6     | 5    |
| 2015/16 | RC Strasbourg        | Francja          | Championnat National      | 21    | 4    |
| 2016/17 | Al-Khaleej           | Arabia Saudyjska | I liga                    | ?     | ?    |
| 2016/17 | AS Lyon-Duchère      | Francja          | Championnat National      | 14    | 4    |
| 2017/18 | US Granville         | Francja          | Championnat National 2    | 21    | 5    |
| 2018/19 | Stade Briochin       | Francja          | Championnat National 2    | 20    | 10   |
| 2019    | SS Jeanne d’Arc      | Reunion          | Championnat de La Réunion | 12    | 5    |

## Kariera reprezentacyjna
W reprezentacji Konga Douniama zadebiutował 8 czerwca 2008 w wygranym 1:0 meczu eliminacji do MŚ 2010 z Sudanem. W 2015 roku został powołany do kadry na Puchar Narodów Afryki 2015. Rozegrał na nim dwa mecze: z Gwineą Równikową (1:1) i z Burkina Faso (2:1).